# Grande Prêmio da Itália de 2019
Grande Prêmio da Itália de 2019 (formalmente denominado Formula 1 Gran Premio Heineken d'Italia 2019) é a décima quarta etapa da temporada de 2019 da Fórmula 1. Foi disputada em 8 de setembro de 2019 no Circuito de Monza, Monza, Itália.

## Relatório

### Treino Classificatório
Q1
A classificação começou com os pilotos das equipes médias usando pneus macios e tentando se posicionar de uma forma a aproveitar o vácuo. Já os dois pilotos da Ferrari escolheram pneus médios no início e por isso ficaram mais para trás. A dupla da Renault começou na frente, com Hulkenberg à frente de Ricciardo e Albon, com Leclerc em quarto e Vettel em décimo.
As Mercedes ficaram em segundo e terceiro lugares, com Hamilton e Bottas superando Ricciardo. Ainda com o jogo de pneus médios, Leclerc pulou para a ponta, 0s029 à frente de Hulkenberg, com Vettel subindo para sexto.
Faltando 4m34 para o fim do Q1, o carro de Sergio Pérez teve problemas, e o mexicano estacionou na beira da pista, o que fez a direção de prova agitar a bandeira vermelha. A paralisação foi curta, e nos minutos finais a ação foi frenética, com 14 dos 20 carros na pista. Um deles foi Max Verstappen, que teve perda de potência e nem marcou tempo - o holandês, punido por troca de motor, já sairia no fim do grid, assim como Gasly e Norris.
Nos minutos finais, além de Verstappen e Pérez, também foram eliminados do Q2 os dois pilotos da Williams, com George Russell à frente de Robert Kubica, e Romain Grosjean, que acabou apenas 0s061 atrás do 15º colocado Daniil Kvyat. A nota ficou para a primeira classificação de Lance Stroll ao Q2 na temporada 2019.
Eliminados: Romain Grosjean (Haas), Sergio Pérez (Racing Point), George Russell (Williams), Robert Kubica (Wiliams) e Max Verstappen (Red Bull Racing).
Q2
Os pilotos começaram a mostrar suas armas para valer no Q2, e pela primeira vez os tempos caíram da casa de 1m20. Hamilton fez 1m19s706 na sua primeira tentativa, e Vettel ficou apenas 0s009 atrás, e Leclerc baixou a marca do inglês em 0s153, fazendo o melhor tempo do fim de semana.
Chamou a atenção novamente o ótimo desempenho dos carros da Renault, que teve Ricciardo marcando o quarto melhor tempo, inicialmente a 0s280 do primeiro lugar, e Hulkenberg em sétimo, atrás de Bottas e Albon. Na última série de tentativas, Hamilton tomou o primeiro lugar de Leclerc por apenas 0s089.
Na briga pelas últimas vagas no Q3, Carlos Sainz veio de trás e subiu para sétimo, e Lance Stroll e Kimi Raikkonen conseguiram uma vaga, deixando fora Antonio Giovinazzi, Kevin Magnussen e Daniil Kvyat - Lando Norris e Pierre Gasly, também punidos por troca de motores, largam em 18º e 19º.
Eliminados: Antonio Giovinazzi (Alfa Romeo), Kevin Magnussen (Haas), Daniil Kvyat (Toro Rosso), Lando Norris (McLaren) e Pierre Gasly (Toro Rosso).
Q3
Com os dez pilotos entrando praticamente juntos na pista no Q3, Leclerc foi o mais rápido na primeira rodada de voltas lançadas, com 1m19s307, 0s039 à frente de Hamilton, enquanto Bottas e Vettel vieram a seguir. Porém, o alemão excedeu os limites da pista e teve sua volta colocada em dúvida, mas ainda não houve punição.
Ricciardo, Hulkenberg e Sainz ficaram da quinta à sétima posições, mas Albon, que era o último da fila, não conseguiu encerrar sua volta antes de a bandeira vermelha ser agitada por uma batida de Kimi Raikkonen na Parabólica - o finlandês saiu ileso.
Quando a bandeira verde foi agitada, os pilotos deixaram para o limite a saída dos boxes para uma última tentativa.
Os pilotos deixaram para ir para a pista no limite do tempo para completar a volta de aquecimento e iniciar a volta cronometrada o mais perto possível da bandeirada final. Só que houve um congestionamento de carros, e apenas Carlos Sainz e Charles Leclerc conseguiram abrir a volta derradeira antes do estouro do tempo.
Pós-Treino Classificatório
Os comissários abriram uma investigação para apurar se isso foi uma manobra deliberada de alguma equipe para beneficiar seus pilotos. Ao final do processo, a FIA decidiu advertir Nico Hulkenberg, Carlos Sainz e Lance Stroll por guiarem de forma "desnecessariamente lenta", sendo os principais responsáveis por todo o resto do grid não ter tido tempo hábil de iniciar uma nova volta. Os comissários também recomendaram que a FIA pensasse numa solução para evitar que este tipo de situação volte a acontecer.

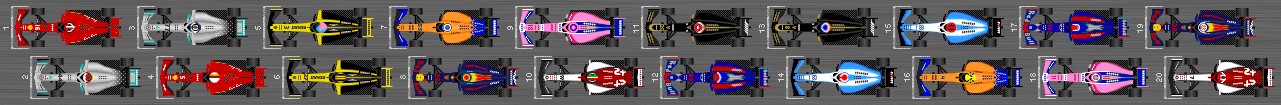
Grid de Largada

## Pneus
| Nome do composto | Cor | Banda de rolamento | Condições de Tempo | Dry Type                           | Aderência | Longevidade |
| ---------------- | --- | ------------------ | ------------------ | ---------------------------------- | --------- | ----------- |
| Macio (C4)       |     | Slick (P Zero)     | Seco               | Supersoft                          | Médio     | Médio       |
| Médio (C3)       |     | Slick (P Zero)     | Seco               | Soft                               | Médio     | Médio       |
| Duro (C2)        |     | Slick (P Zero)     | Seco               | Medium                             | Médio     | Médio       |
| Intermediário    |     | Sulcos (Cinturato) | Molhado            | Intermediate (água não estagnante) | —         | —           |
| Chuva            |     | Sulcos (Cinturato) | Molhado            | Wet (água estagnante)              | —         | —           |

| Escolhas de Pneus de cada piloto para o GP da Itália: | Escolhas de Pneus de cada piloto para o GP da Itália: | Escolhas de Pneus de cada piloto para o GP da Itália: | Escolhas de Pneus de cada piloto para o GP da Itália: | Escolhas de Pneus de cada piloto para o GP da Itália: | Escolhas de Pneus de cada piloto para o GP da Itália: |
| ----------------------------------------------------- | ----------------------------------------------------- | ----------------------------------------------------- | ----------------------------------------------------- | ----------------------------------------------------- | ----------------------------------------------------- |
| Nº                                                    | Pilotos                                               | Equipe(s)                                             | Medio                                                 | Macio                                                 | Super Macio                                           |
| 44                                                    | Lewis Hamilton                                        | Mercedes                                              |                                                       |                                                       |                                                       |
| 77                                                    | Valtteri Bottas                                       | Mercedes                                              |                                                       |                                                       |                                                       |
| 5                                                     | Sebastian Vettel                                      | Ferrari                                               |                                                       |                                                       |                                                       |
| 16                                                    | Charles Leclerc                                       | Ferrari                                               |                                                       |                                                       |                                                       |
| 23                                                    | Alexander Albon                                       | Red Bull-Honda                                        |                                                       |                                                       |                                                       |
| 33                                                    | Max Verstappen                                        | Red Bull-Honda                                        |                                                       |                                                       |                                                       |
| 3                                                     | Daniel Ricciardo                                      | Renault                                               |                                                       |                                                       |                                                       |
| 27                                                    | Nico Hülkenberg                                       | Renault                                               |                                                       |                                                       |                                                       |
| 8                                                     | Romain Grosjean                                       | Haas-Ferrari                                          |                                                       |                                                       |                                                       |
| 20                                                    | Kevin Magnussen                                       | Haas-Ferrari                                          |                                                       |                                                       |                                                       |
| 55                                                    | Carlos Sainz Jr.                                      | McLaren-Renault                                       |                                                       |                                                       |                                                       |
| 4                                                     | Lando Norris                                          | McLaren-Renault                                       |                                                       |                                                       |                                                       |
| 11                                                    | Sergio Pérez                                          | Racing Point-Mercedes                                 |                                                       |                                                       |                                                       |
| 18                                                    | Lance Stroll                                          | Racing Point-Mercedes                                 |                                                       |                                                       |                                                       |
| 7                                                     | Kimi Raikkonen                                        | Alfa Romeo Racing-Ferrari                             |                                                       |                                                       |                                                       |
| 99                                                    | Antonio Giovinazzi                                    | Alfa Romeo Racing-Ferrari                             |                                                       |                                                       |                                                       |
| 10                                                    | Pierre Gasly                                          | Toro Rosso-Honda                                      |                                                       |                                                       |                                                       |
| 26                                                    | Daniil Kvyat                                          | Toro Rosso-Honda                                      |                                                       |                                                       |                                                       |
| 88                                                    | Robert Kubica                                         | Williams-Mercedes                                     |                                                       |                                                       |                                                       |
| 63                                                    | George Russell                                        | Williams-Mercedes                                     |                                                       |                                                       |                                                       |

## Resultados

### Treino Classificatório
| Pos.                     | Nº | Piloto             | Construtor                | Q1       | Q2       | Q3       | Grid  |
| ------------------------ | -- | ------------------ | ------------------------- | -------- | -------- | -------- | ----- |
| 1                        | 16 | Charles Leclerc    | Ferrari                   | 1:20.126 | 1:19.553 | 1:19.307 | 1     |
| 2                        | 44 | Lewis Hamilton     | Mercedes                  | 1:20.272 | 1:19.464 | 1:19.346 | 3     |
| 3                        | 77 | Valtteri Bottas    | Mercedes                  | 1:20.156 | 1:20.018 | 1:19.354 | 3     |
| 4                        | 5  | Sebastian Vettel   | Ferrari                   | 1:20.378 | 1:19.715 | 1:19.457 | 4     |
| 5                        | 3  | Daniel Ricciardo   | Renault                   | 1:20.374 | 1:19.833 | 1:19.839 | 5     |
| 6                        | 27 | Nico Hülkenberg    | Renault                   | 1:20.155 | 1:20.275 | 1:20.049 | 6     |
| 7                        | 55 | Carlos Sainz Jr.   | McLaren-Renault           | 1:20.413 | 1:20.202 | 1:20.455 | 7     |
| 8                        | 23 | Alexander Albon    | Red Bull-Honda            | 1:20.382 | 1:20.021 | S/Tempo  | 8     |
| 9                        | 18 | Lance Stroll       | Racing Point-BWT Mercedes | 1:20.643 | 1:20.498 | S/Tempo  | 9     |
| 10                       | 7  | Kimi Räikkönen     | Alfa Romeo-Ferrari        | 1:20.634 | 1:20.515 | S/Tempo  | PIT 3 |
| 11                       | 99 | Antonio Giovinazzi | Alfa Romeo-Ferrari        | 1:20.657 | 1:20.517 | N/A      | 10    |
| 12                       | 20 | Kevin Magnussen    | Haas-Ferrari              | 1:20.616 | 1:20.615 | N/A      | 11    |
| 13                       | 26 | Daniil Kvyat       | Toro Rosso-Honda          | 1:20.723 | 1:20.630 | N/A      | 12    |
| 14                       | 4  | Lando Norris       | McLaren-Renault           | 1:20.646 | 1:21.068 | N/A      | 16 1  |
| 15                       | 10 | Pierre Gasly       | Toro Rosso-Honda          | 1:20.508 | 1:21.125 | N/A      | 17 1  |
| 16                       | 8  | Romain Grosjean    | Haas-Ferrari              | 1:20.784 | N/A      | N/A      | 14    |
| 17                       | 11 | Sergio Pérez       | Racing Point-BWT Mercedes | 1:21.291 | N/A      | N/A      | 18 1  |
| 18                       | 63 | George Russell     | Williams-Mercedes         | 1:21.800 | N/A      | N/A      | 14    |
| 19                       | 88 | Robert Kubica      | Williams-Mercedes         | 1:22.356 | N/A      | N/A      | 15    |
| Tempo dos 107%: 1:50.838 |    |                    |                           |          |          |          |       |
| NP                       | 33 | Max Verstappen     | Red Bull-Honda            | S/Tempo  | —        | —        | 16 2  |
| Fonte:                   |    |                    |                           |          |          |          |       |

Notas
- ↑1  – Lando Norris (McLaren-Renault), Pierre Gasly (Toro Rosso-Honda) e Sergio Pérez (Racing Point) são obrigados a começar da parte de trás da grade para exceder sua cota de componentes da unidade de energia. [4][5]Norris também recebeu uma penalidade adicional na grade de cinco lugares pela 4ª Control Electronics (EC).[6]

- ↑2  – Max Verstappen (Red Bull-Honda) foi inicialmente solicitado a partir da parte traseira da grade para exceder sua cota de componentes da unidade de energia. [7] No entanto, ele não conseguiu definir um tempo para o Q1 dentro dos requisitos de 107% e terá que buscar a permissão dos comissários para competir.

- ↑3  – Kimi Raikkonen (Alfa Romeo-Ferrari) larga dos boxes pela troca da caixa de câmbio e outros componentes, sob regime de parque fechado.

### Corrida

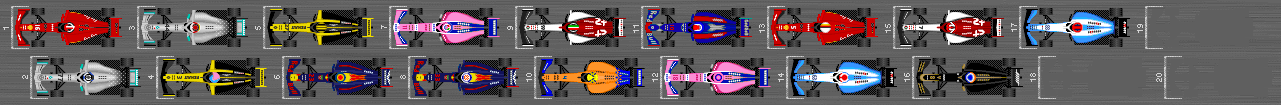
Resultado da corrida

| Pos.   | Nu. | Piloto             | Construtor                | Voltas | Tempo/Retirado | Grid | Pontos |
| ------ | --- | ------------------ | ------------------------- | ------ | -------------- | ---- | ------ |
| 1      | 16  | Charles Leclerc    | Ferrari                   | 53     | 1:15:26.665    | 1    | 25     |
| 2      | 77  | Valtteri Bottas    | Mercedes                  | 53     | +0.835         | 3    | 18     |
| 3      | 44  | Lewis Hamilton     | Mercedes                  | 53     | +35.199        | 2    | 161    |
| 4      | 3   | Daniel Ricciardo   | Renault                   | 53     | +45.515        | 5    | 12     |
| 5      | 27  | Nico Hülkenberg    | Renault                   | 53     | +58.165        | 6    | 10     |
| 6      | 23  | Alexander Albon    | Red Bull-Honda            | 53     | +59.315        | 8    | 8      |
| 7      | 11  | Sergio Pérez       | Racing Point-BWT Mercedes | 53     | +1:13.802      | 18   | 6      |
| 8      | 33  | Max Verstappen     | Red Bull-Honda            | 53     | +1:14.492      | 19   | 4      |
| 9      | 99  | Antonio Giovinazzi | Alfa Romeo-Ferrari        | 52     | +1 lap         | 10   | 2      |
| 10     | 4   | Lando Norris       | McLaren-Renault           | 52     | +1 lap         | 16   | 1      |
| 11     | 10  | Pierre Gasly       | Toro Rosso-Honda          | 52     | +1 lap         | 17   |        |
| 12     | 18  | Lance Stroll       | Racing Point-BWT Mercedes | 52     | +1 lap         | 9    |        |
| 13     | 5   | Sebastian Vettel   | Ferrari                   | 52     | +1 lap         | 4    |        |
| 14     | 63  | George Russell     | Williams-Mercedes         | 52     | +1 lap         | 14   |        |
| 15     | 7   | Kimi Räikkönen     | Alfa Romeo-Ferrari        | 52     | +1 lap         | PL   |        |
| 16     | 8   | Romain Grosjean    | Haas-Ferrari              | 52     | +1 lap         | 13   |        |
| 17     | 88  | Robert Kubica      | Williams-Mercedes         | 51     | +2 laps        | 15   |        |
| Ret    | 20  | Kevin Magnussen    | Haas-Ferrari              | 43     | Hydraulics     | 11   |        |
| Ret    | 26  | Daniil Kvyat       | Toro Rosso-Honda          | 29     | Engine         | 12   |        |
| Ret    | 55  | Carlos Sainz Jr.   | McLaren-Renault           | 27     | Wheel          | 7    |        |
| Fonte: |     |                    |                           |        |                |      |        |

## Curiosidade
- Primeira vitória da Ferrari em Monza desde 2010 com Fernando Alonso.
- Melhor resultado da Renault no campeonato deste ano com a 4º de Daniel Ricciardo e 5º de Nico Hülkenberg.

## Voltas na Liderança
- Commons

| Nº de Voltas | Piloto          | Voltas           |
| ------------ | --------------- | ---------------- |
| 45           | Charles Leclerc | (1-19) e (28-53) |
| 8            | Lewis Hamilton  | (20-27)          |

## 2019DHLFastest Pit Stop Award

### Resultado
|}

## Tabela do campeonato após a corrida
Somente as cinco primeiras posições estão incluídas nas tabelas.
| Pos | Piloto           | Pontos | Var     |
| --- | ---------------- | ------ | ------- |
| 1   | Lewis Hamilton   | 284    | Estável |
| 2   | Valtteri Bottas  | 221    | Estável |
| 3   | Max Verstappen   | 185    | Estável |
| 4   | Charles Leclerc  | 182    | 1       |
| 5   | Sebastian Vettel | 169    | 1       |

| Pos | Construtor         | Pontos | Var     |
| --- | ------------------ | ------ | ------- |
| 1   | Mercedes           | 505    | Estável |
| 2   | Ferrari            | 351    | Estável |
| 3   | Red Bull-TAG Heuer | 266    | Estável |
| 4   | McLaren-Renault    | 83     | Estável |
| 5   | Renault            | 65     | 1       |